# Hymenocallis graminifolia
Hymenocallis graminifolia là một loài thực vật có hoa trong họ Amaryllidaceae. Loài này được Greenm. mô tả khoa học đầu tiên năm 1903.